# Spermatogonium
Spermatogonie jsou primitivní zárodečné buňky, uložené při bazální lamině. Počíná jimi spermatogeneze. Jde o poměrně malé buňky, dosahující v průměru okolo 12 μm. Při dosažení pohlavní zralosti individua procházejí tyto buňky řadou mitotických dělení.

Zárodečný epitel (1 – bazální membrána, 2 – spermatogonium, 3 – spermatocyt I. řádu, 4 – spermatocyt II. řádu, 5 – spermatida, 6 – dospělá spermatida, 7 – Sertoliho buňky, 8 – tight junction)

## Popis
Jde o buňky, které obsahují bledá jádra se slabě se barvícím chromatinem. V cytoplazmě bohaté na ribozomy obsahují poměrně velké sférické jádro s velkým jadérkem. V období před pubertou představují jediný typ spermiogenních buněk, které v tubuli seminiferi contorti nacházíme. Během puberty se spermatogonie začínají dělit. Jejich dceřiné buňky jsou dvojího typu, rozlišujeme spermatogonie typu A a spermatogonie typu B. V průběhu spermatogeneze se dceřiné buňky jednotlivých spermatogonií neoddělují úplně. Zůstávají spojené cytoplazmatickými můstky. Právě cytoplazmatické můstky umožňují výměnu informací a metabolitů mezi buňkami. Také hrají i důležitou úlohu při koordinaci a synchronizaci jednotlivých kroků spermatogeneze.

### Spermatogonie typu A
Spermatogonie typu A zůstávají u bazální laminy semenného epitelu jako nediferencované prekurzorové buňky.

### Spermatogonie typu B
Spermatogonie typu B dávají za vznik primárním spermatocytům. Brzy po svém vzniku vstupují tyto buňky do první meiotické fáze, teda profáze. Během profáze obsahuje primární spermatocyt 46 (44+ XY) chromosomů a 4N DNA (přičemž jako N označujeme haploidní set chromosomů, což je 23 u člověka), či množství DNA v tomto setu obsažené .